# Budimir Vujačić
Budimir Vujačić (en serbe en écriture cyrillique : Будимир Вујачић), est un footballeur monténégrin né le 4 janvier 1964 à Petrovac na Moru en Yougoslavie (auj. au Monténégro). Il évoluait au poste de défenseur central en équipe de Yougoslavie.